# 549

## Починали
- Теудигизел – крал на вестготите